# Österreichischer Bauherrenpreis 1992
Mit dem Österreichischen Bauherrenpreis der Zentralvereinigung der Architekten Österreichs wurden im Jahr 1992 das folgende Projekt ausgezeichnet:
| Realisierung                                            | Bauherr                         | Planer                                                                                            |
| ------------------------------------------------------- | ------------------------------- | ------------------------------------------------------------------------------------------------- |
| Kunsthalle-Verlag-Druckerei in Klagenfurt am Wörthersee | Ritter Ges.m.b.H. mit H. Ritter | Konzeption von F. E. Walther, Realisierung mit R. Mahncke mit dem Architekturbüro Günther Domenig |